# Rob Fabrie
Rob Fabrie alias DJ Waxweazle (* 9. November 1971) ist ein niederländischer DJ und Produzent der Genres Hardcore Techno und Happy Hardcore.
Seine Karriere begann, als er mit seinem Freund Richard van Naamen Techno-Tracks zu produzieren begann. 1990 arbeitete er im Club "Midtown" in Rotterdam und übergab im selben Jahr einige Demo-Produktionen an Paul Elstak, der im gleichen Genre Musik machte.
Mit Blick auf ihr gemeinsames Potenzial gründeten Rob Fabrie, Richard van Naamen und Paul Elstak „Holy Noise“. In dieser Formation ließen beispielsweise die Hitsingles „James Brown is still alive“ (als Antwort auf L.A. Style's „James Brown Is Dead“) und „The Nightmare“ nicht lange auf sich warten.
Nach einigen Compilations entschloss sich „Holy Noise“ zur Trennung.
Paul Elstak produzierte weiter eigene Platten als DJ Paul. Rob Fabrie steigerte durch einige Solo-Projekte für internationale Labels wie Terror Trax oder Dance International seinen Bekanntheitsgrad. Nach vielen erfolgreichen Tracks wird er wöchentlich von vielen Promotern als DJ gebucht und ID&T bot ihm sein eigenes Label "Waxweazle Vinyl" an. Zu diesem Zeitpunkt hatte er für sich schon einige Male den Namen "DJ Waxweazle" benutzt, deshalb benannte er sein Label auch entsprechend. Seit diesem Zeitpunkt führt er sein eigenes Studio in Rotterdam.
Seit 1998 benutzt Fabrie fast ausschließlich das Pseudonym Headbanger und produziert vorwiegend Mainstyle. Sein bisher größter Hit: Headbanger Theme (2000).